# Sceloenopla albofasicata
Sceloenopla albofasicata es una especie de insecto coleóptero de la familia Chrysomelidae. Fue descrita científicamente en 1938 por Mauric Pic.